# Epicauta tripartita
Epicauta tripartita är en skalbaggsart som beskrevs av Champion 1892. Epicauta tripartita ingår i släktet Epicauta och familjen oljebaggar. Inga underarter finns listade i Catalogue of Life.